# Tehnična vlada
Tehnična vlada je vlada tehnokracije, vladavine tehnikov ali strokovnjakov. Je nasprotje predstavniški demokraciji. Ideja o tehnokraciji so bile popularne v Združenih državah Amerike in Kanadi okoli leta 1930 kot eden od možnih odgovorov na Veliko gospodarsko krizo. Kanada je tehnokratsko gibanje prepovedala.
Kot primeri tehničnih vlad se smatrajo vlade Sovjetske zveze, na primer Leonida Brežnjeva, ki se je šolal na metalurški tehnični šoli in je svoje odločitve sprejemal predvsem s tehnične plati. Leta 1986 je bilo 89 odstotkov Politbiroja tehnične ali inženirske stroke. Za tehnično vlado se je oklicala vlada italijanskega premierja Maria Montija.
V Sloveniji je opozicija, ki nima večine v Državnem zboru, pogosto predlaga tehnično vlado ali tehničnega mandatarja. Leta 2012 so mediji kot tehničnega mandatarja omenjali Roberta Goloba, leta 2013 Marka Voljča, Gojka Staniča, Petra Kraljiča, leta 2017 Zorana Jankovića. Tehnično vlado je leta 1996 predlagal Jože P. Damijan, leta 2020 pa je opozicija predlagala za tehničnega mandatarja njega.
Tehnično vlado mnogi označujejo kot "nespametno".